# 이주선
이주선은 대한민국의 가수, 안무가다. 안무팀 '매니아'의 단장으로, 2015년 디지털 싱글 앨범 [드루와]로 가수로도 데뷔했다. 현재 한국국제예술원 방송무용학과정 교수로 재직 중이다.

## 방송
- 소울스타 (웹예능) (2021) - 심사위원

## 음반
- 드루와 (2015)

## 수상
- 제2회 가온차트K-POP어워드 스타일상 안무부문 (2013)